# Église unie Saint-James
Pour les articles homonymes, voir Église Saint-James.
L'église unie Saint-James, en anglais St. James United Church, est un lieu de culte protestant situé 463, rue Sainte-Catherine Ouest, dans l'arrondissement de Ville-Marie, au centre-ville de Montréal. La paroisse est membre de l'Église unie du Canada. C'est la deuxième église protestante au Québec, après l'Église Saint Andrew and Saint Paul.

## Histoire
L'église est construite en juin 1889. C'est alors la plus grande église méthodiste au Canada, avec 2 000 sièges, et est surnommée « la cathédrale du méthodisme ».
En 1927, pour répondre à ses obligations financières, l'Église autorise la construction d'un édifice commercial devant sa façade sur la rue Sainte-Catherine. Cet édifice, accroché à la structure de l'église, demeure en place 78 ans, l'église étant annoncée par un immense néon.
Dans le cadre d'un programme de restauration financé par la ville de Montréal et le gouvernement du Québec, une partie de l'édifice commercial est démoli en 2005, dégageant l'église de nouveau, avec un nouveau square dessiné par Claude Cormier. L'accès à l'arrière, depuis la rue Sainte-Catherine a aussi été restauré.
L'église est classée monument historique le 15 février 1980. Elle est désignée lieu historique national du Canada en 1996.

## Architecture
L'édifice est de style néogothique. Il est construit sur les plans par l'architecte Alexander Francis Dunlop. Elle est remarquable pour son abside et pour ses orgues fabriquées par Casavant Frères. L'instrument fabriqué par Wadsworth (1888), augmenté par Samuel Warren en 1909, puis refait par Casavant (Opus 1608) en 1938, comporte 4 claviers manuels, un pédalier et 61 jeux.

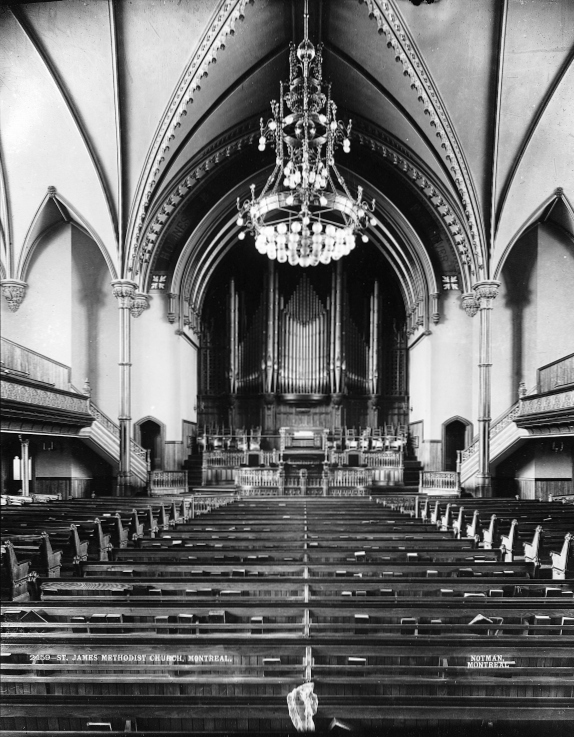
Intérieur de l'église, 1892

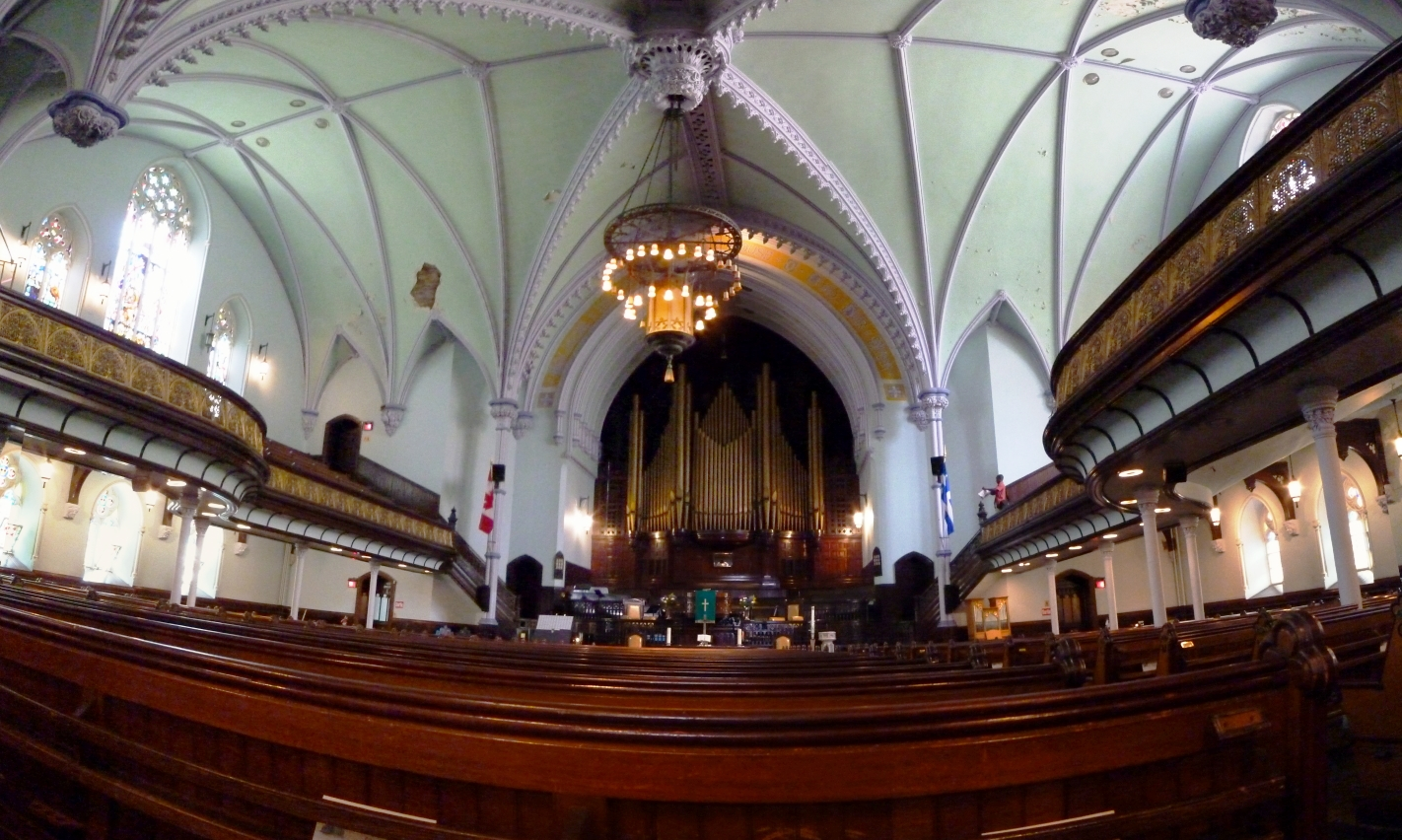
Intérieur de l'église, 2010.
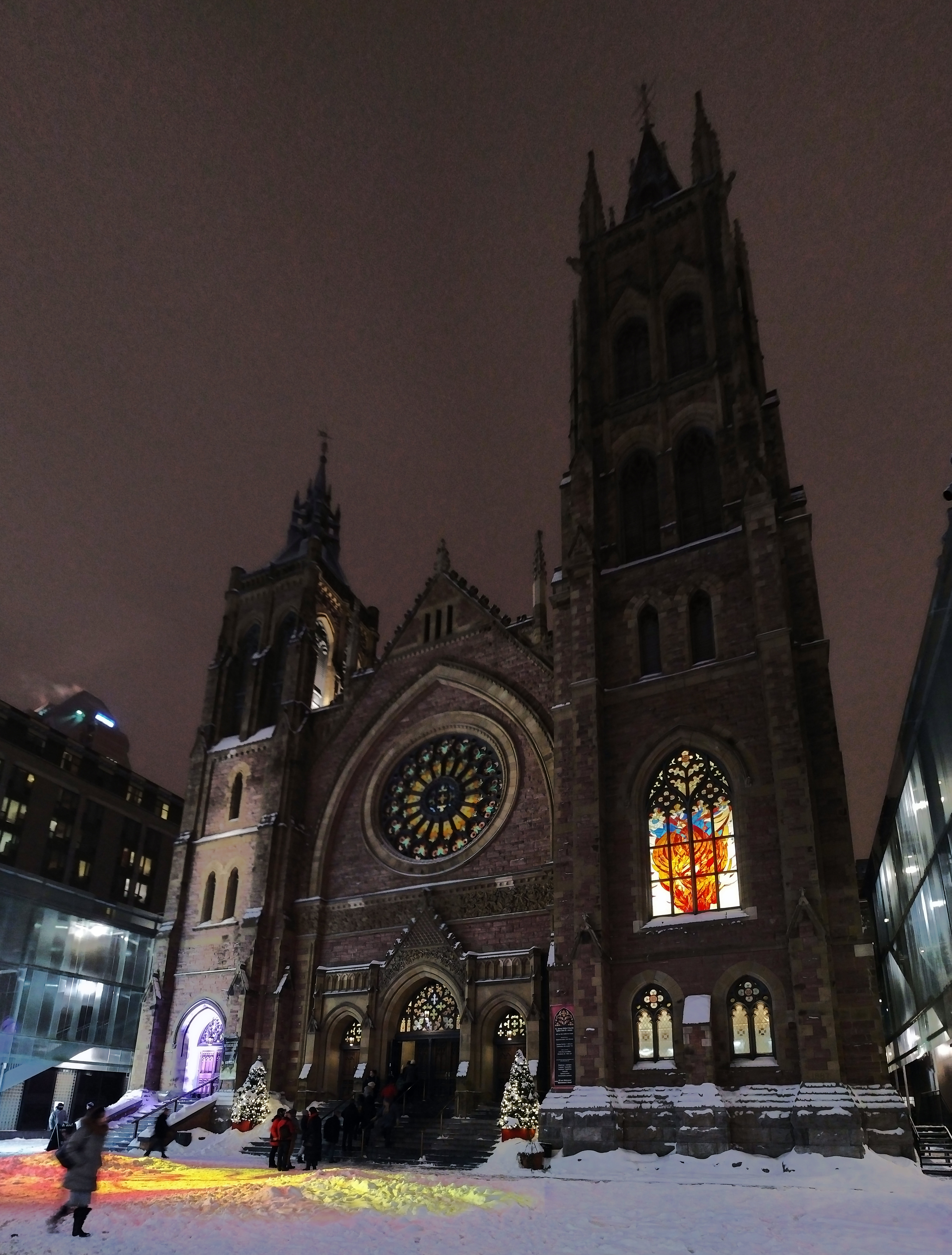
Église Saint-James de Montréal, décembre 2016.
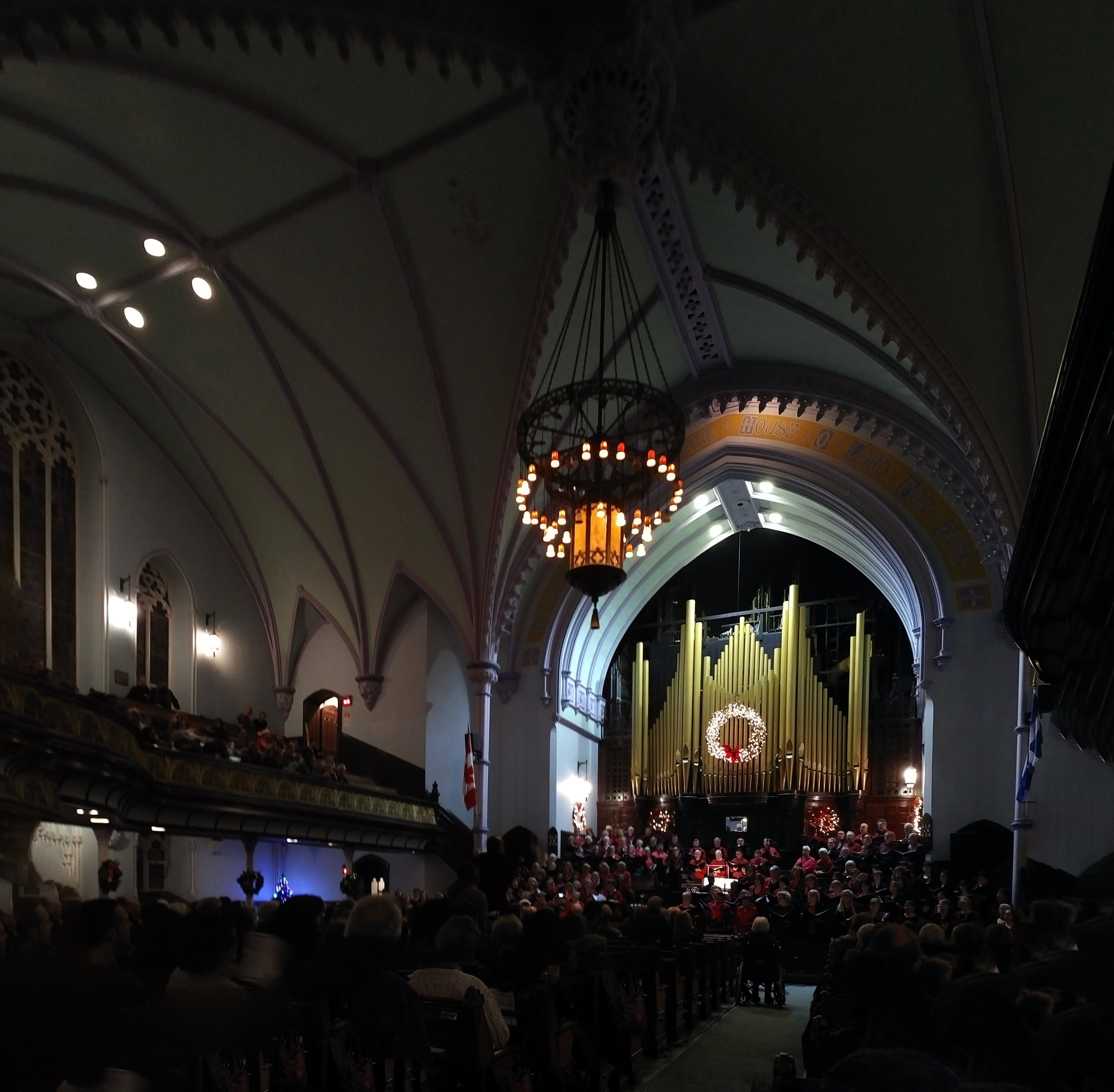
Intérieur de l'église St. James de Montréal, lors du spectacle de la chorale Chœur de Lys, décembre 2016.
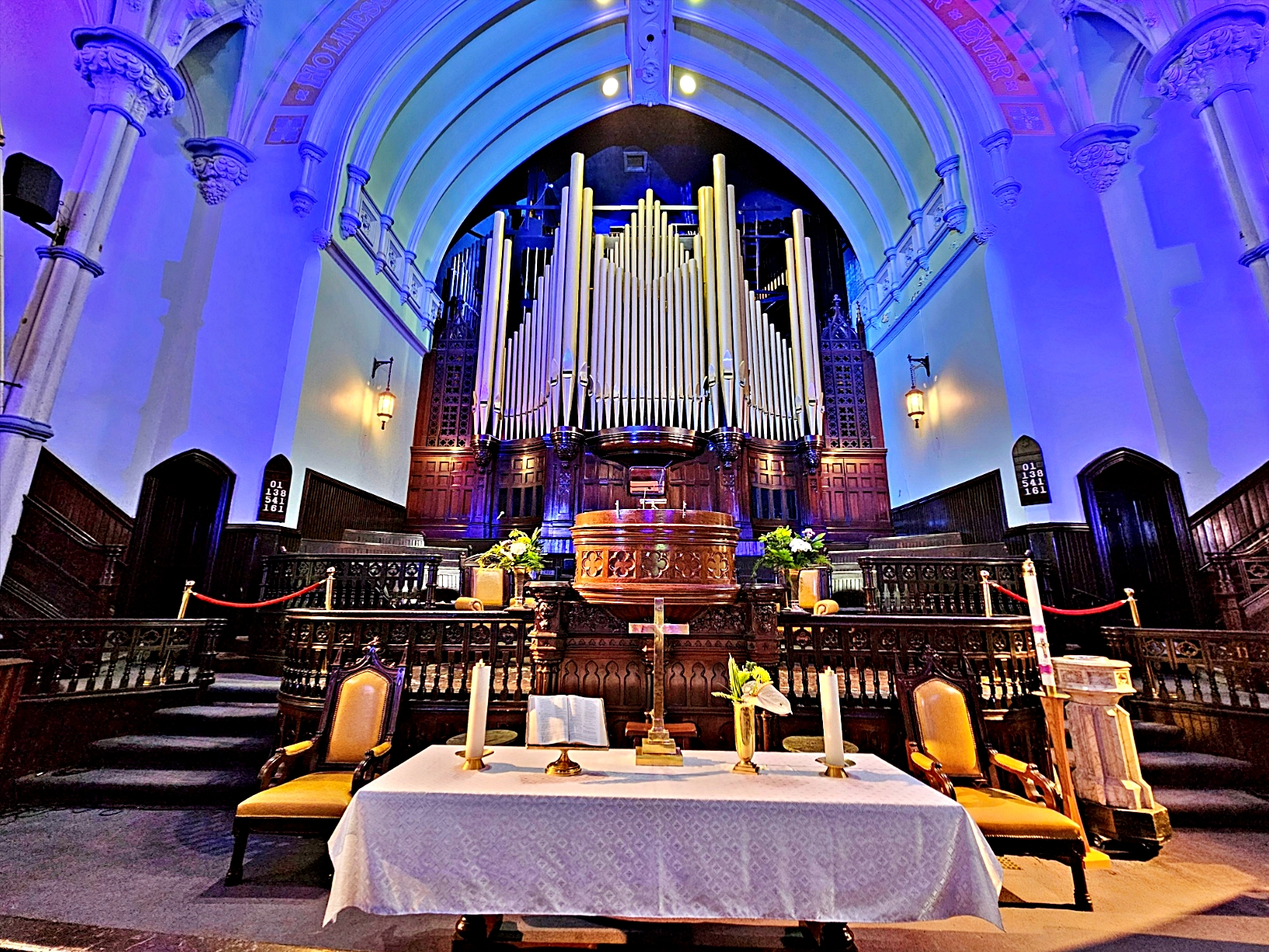
Chœur et orgue
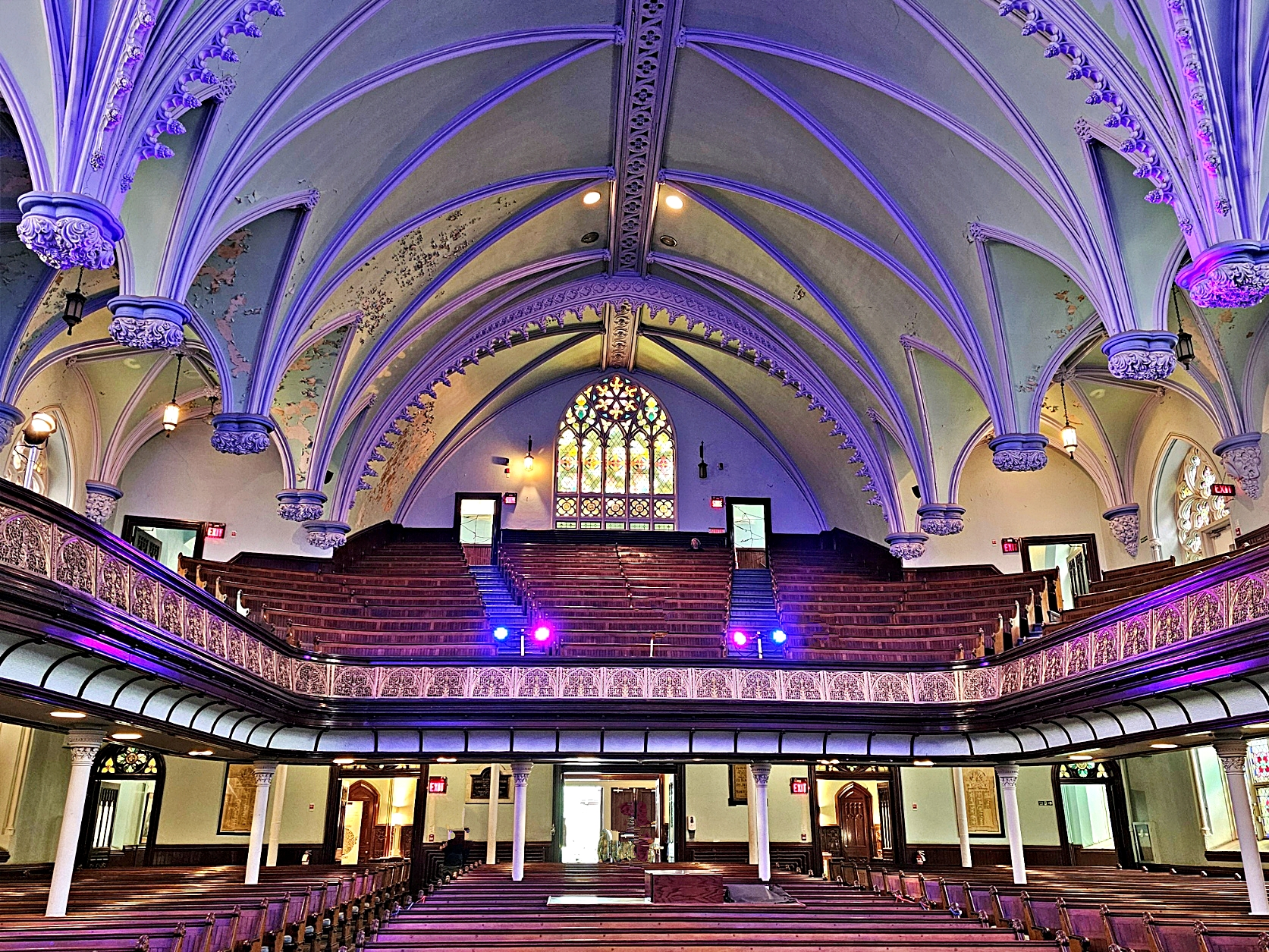
Arrière de l'église
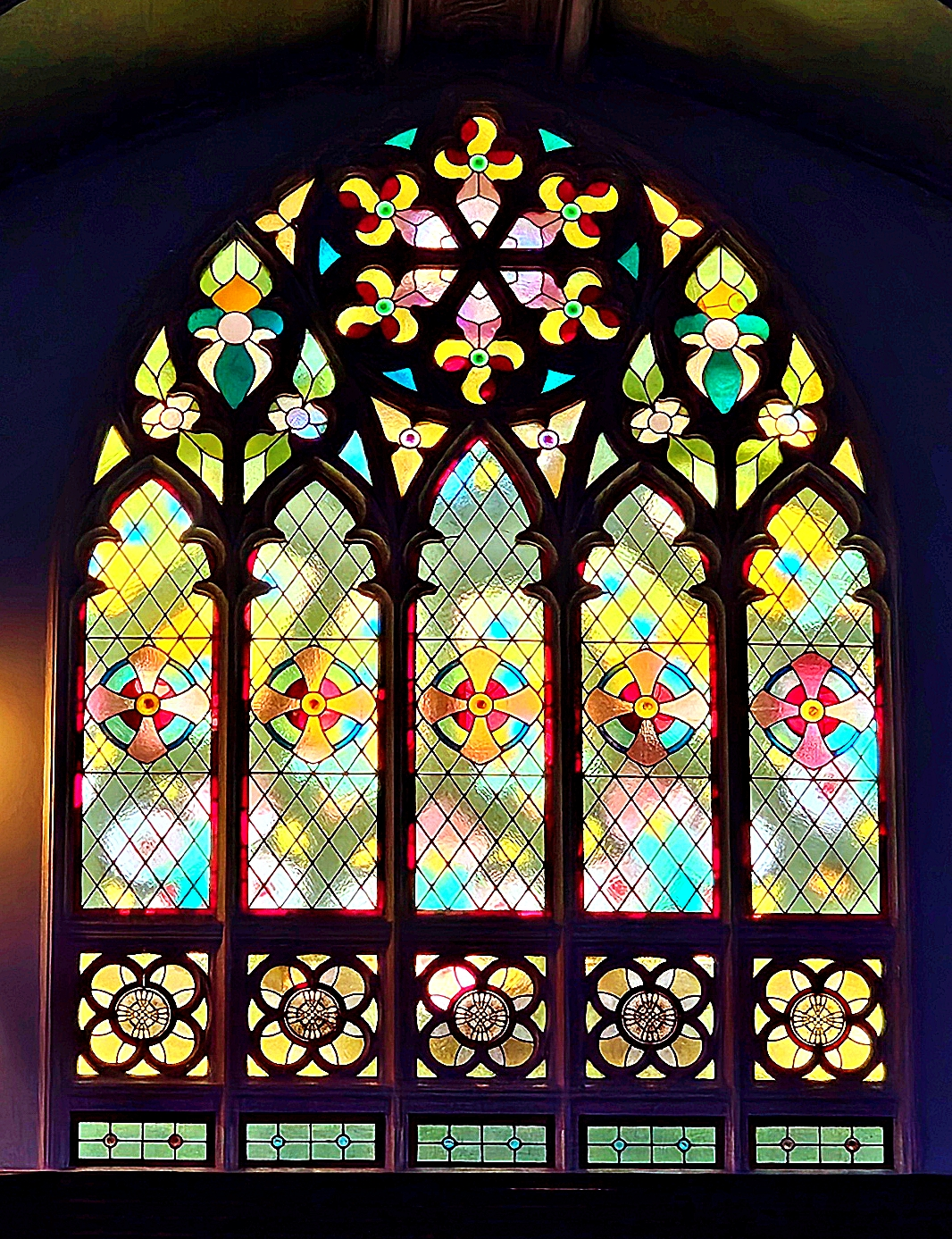
Rosace de la façade